# Berens River Airport
Berens River Airport är en flygplats i Kanada.   Den ligger i provinsen Manitoba, i den sydöstra delen av landet, 1 700 km väster om huvudstaden Ottawa. Berens River Airport ligger 222 meter över havet.
Terrängen runt Berens River Airport är mycket platt.Runt Berens River Airport är det glesbefolkat, med 12 invånare per kvadratkilometer.. 
I omgivningarna runt Berens River Airport växer i huvudsak blandskog.